# ロイヤル・サブリン (戦艦・2代)
| 写真は「アルハンゲリスク」時代のロイヤル・サブリン。 | |
| 艦歴                                                 | |
| 起工                                                 | 1914年1月15日 |
| 進水                                                 | 1915年4月29日 |
| 就役                                                 | 1916年4月18日 |
| 除籍                                                 | 1949年4月5日売却後解体。 |
| 性能諸元                                             | |
| 排水量                                               | 基準:29,150トン 満載：33,500トン |
| 全長                                                 | 189.3 m |
| 全幅                                                 | 31.0 m |
| 吃水                                                 | 基準：8.7 m 満載：9.8m |
| 機関                                                 | バブコックス＆ウィルコックス式重油専焼水管缶18基 +パーソンズ式直結タービン（高速・低速）2組4軸推進 |
| 最大出力                                             | 40,000hp |
| 最大速力                                             | 21.5～21.9ノット |
| 航続性能                                             | 10ノット/4,200海里 |
| 燃料                                                 | 重油：3,110トン |
| 乗員                                                 | 1,009名 |
| 兵装                                                 | 竣工時： Mark1 38.1cm（42口径）連装砲4基 MarkXII 15.2cm（45口径）単装速射砲14基 Mark II 7.62cm（40口径）単装高角砲2基 オチキス 4.7cm（43口径）単装機砲4基 53.3cm水中魚雷発射管単装4門 1938年： Mark1 38.1cm（42口径）連装砲4基 MarkXII 15.2cm（45口径）単装速射砲12基 MarkXVI 10.2cm（45口径）連装高角砲4基 4cm（39口径）八連装ポンポン砲2基 12.7mm四連装機銃四連装2基 1944年： Mark1 38.1cm（42口径）連装砲4基 MarkXII 15.2cm（45口径）単装速射砲10基 MarkXVI 10.2cm（45口径）連装高角砲4基 4cm（39口径）八連装ポンポン砲2基、同四連装ポンポン砲2基 エリコン 20mm（76口径）連装機銃6基&同単装機銃24基 |
| 装甲                                                 | 舷側： 330mm 主甲板： 51mm（竣工時） 102mm（1944年） 主砲塔： 330mm（前盾） 174mm（側盾） mm（後盾） 152.4～174mm（天蓋） バーベット部： 254mm 司令塔： 279mm（側盾） |
| レーダー                                             | 竣工時： 無し ～1944年： 273型 1基 279型 2基 282型 2基 284型 1基 285型 2基 |

ロイヤル・サブリン (HMS Royal Sovereign, 05) は、イギリス海軍の戦艦。日本語ではロイヤル・サヴリンと表記することもある。リヴェンジ級戦艦 (Revenge class battleship) の1隻だが、本艦をネームシップとしてロイヤル・サブリン級戦艦とする資料もある。
通称R級戦艦。
第二次世界大戦終盤にソビエト連邦に貸与され、ソ連海軍の戦艦アルハンゲリスク (Архангельск) となった。世界大戦終結後の1948年終盤、イタリアの戦艦ジュリオ・チェザーレ (Giulio Cesare) が戦利艦としてソ連に譲渡される。これにともない本艦は1949年2月にイギリスに返還され、解体された。愛称は『ロイヤル・ルーブル(Royal Rouble)』。

## 艦歴

### 竣工から戦間期にかけて

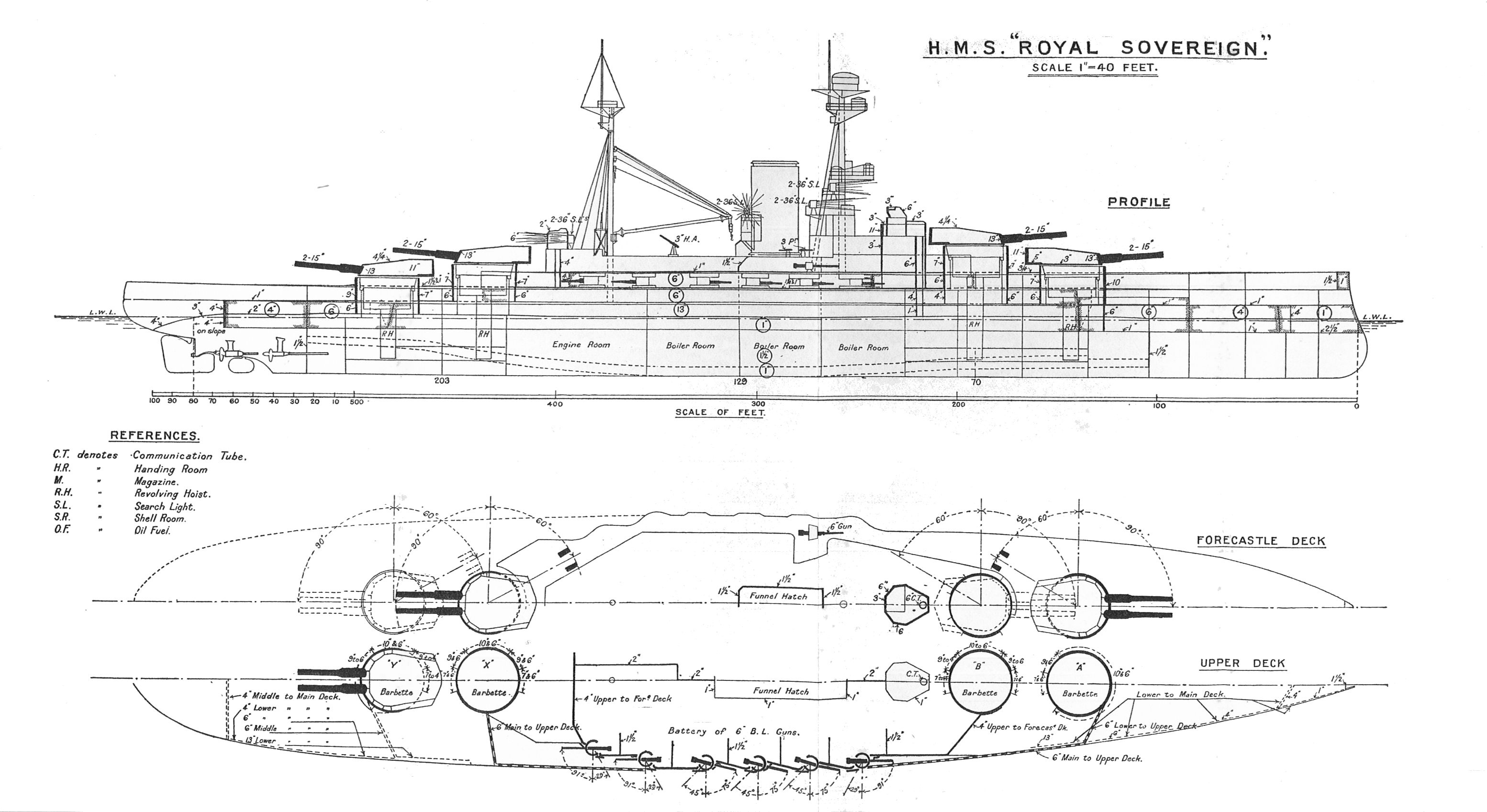
1936年当時の「ロイヤル・サブリン」の武装・装甲配置を示した図。

本艦は1913年度海軍整備計画で建造が承認され、ポーツマス海軍工廠で1914年1月15日に起工。1915年4月29日進水。1916年4月18日竣工、同年5月に就役した。本国艦隊 (The Home Fleet) およびグランド・フリートに所属したが、ユトランド沖海戦時には機関故障で参加する事が出来なかった。
1930年代初頭に近代化改装が行われた。主砲の最大仰角を15度から倍の30度に引き上げて射程距離の延伸を行った。1933年には艦尾にカタパルトを配備したが1936年には早くも撤去されている。1938年に対空攻撃力強化のため10.2cm単装高射砲を10.2cm連装高射砲に換装した。1939年に姉妹艦ラミリーズ（HMS Ramillies, 07）とともに箱型艦橋への改装が構想されたが実現しなかった。

### 第二次世界大戦

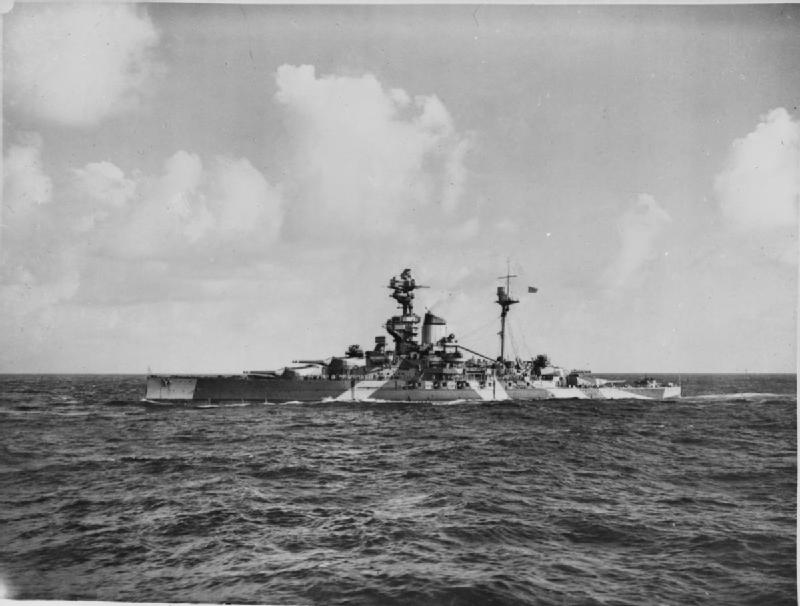
インド洋で活動中の「ロイヤル・サブリン」。この時期の本艦には非公式迷彩が施されている。

同年9月に第二次世界大戦が開始された時に本艦は依然として本国艦隊（司令長官チャールズ・フォーブス大将）麾下の第二戦隊 (2nd Battle Squadron) に所属した。その本国艦隊からネルソン級戦艦2隻が出動したり、巡洋戦艦戦隊の高速艦3隻（フッド、レナウン、レパルス）が引き抜かれてドイツ海軍の通商破壊艦の捜索に就いている時も、低速の本艦は主だった活動はなかった。
1940年になると、本艦は、カニンガム提督が率いる地中海艦隊 (Mediterranean Fleet) に編入された。1940年5月4日にアレクサンドリア到着。6月10日、ムッソリーニ首相の主導によりイタリア王国がイギリスとフランスに宣戦布告して地中海の戦いが始まり、地中海戦線が形成された。
6月22日、戦艦ラミリーズ (HMS Ramillies, 07) 、空母イーグル (HMS Eagle) 、第2駆逐艦隊と共にアレクサンドリアから出撃（BQ作戦）。これは船団護衛を目的としたものであったが、作戦は延期され6月23日にアレクサンドリアに戻った。6月28日に再出撃（MA3作戦）。7月2日帰投。7月7日からMA5作戦に参加。作戦中の7月9日にカラブリア沖海戦に参加したが、本艦の低速は決定的な戦いに間に合わないばかりか僚艦マレーヤ (HMS Malaya) の優速も殺すことになった。本艦はその低速から射撃距離に近付くことすらできずに海戦は終結した。8月11日、アレクサンドリア出港。8月12日にスエズ運河を通って紅海に入った。これ以降ロイヤル・サブリンは1941年までの間に大西洋などでの輸送船団護衛任務に従事し、無事に果たした。
1941年12月上旬、日本海軍の攻撃によりマレー沖海戦で東洋艦隊 (Eastern Fleet) の主力艦2隻が撃沈され、極東の最大拠点シンガポールも1942年2月に陥落した。東洋艦隊を再建するため、R級戦艦は同艦隊に編入されてインド洋に進出した。最初にセイロン島トリンコマリーとアッドゥ環礁を母港として東洋艦隊（司令長官ジェームズ・サマヴィル提督、旗艦ウォースパイト）が編成された。だが1942年3月に南雲機動部隊がインド洋に展開して脅威となり（セイロン沖海戦）、東洋艦隊はマダガスカルとアフリカ大陸東岸まで後退した。一部は地中海に撤退し、本艦を含む残りはケニア沖まで撤退する事となり、僚艦のR級戦艦（ラミリーズ、レゾリューション、リヴェンジ）らとアフリカ沖で船団護衛に従事した。その後、1943年終盤に本国艦隊に編入されたが、その直前にアメリカで修理を受けている。また、ロイヤル・サブリンが本国に到着すると本艦はひとまず予備役となり、その乗組員も他艦に割り当てられた。
第一次世界大戦時には有力な艦であった本艦およびR級戦艦も、クイーン・エリザベス級戦艦より小型で低速であったことから、大規模な近代化改装を受けられなかった。太平洋戦争の時点では、日本海軍の擁する空母機動部隊に対して対抗できない時代遅れな戦力となってしまった。以降、本艦はこれといった活動はしていない。

### ソ連海軍への貸与

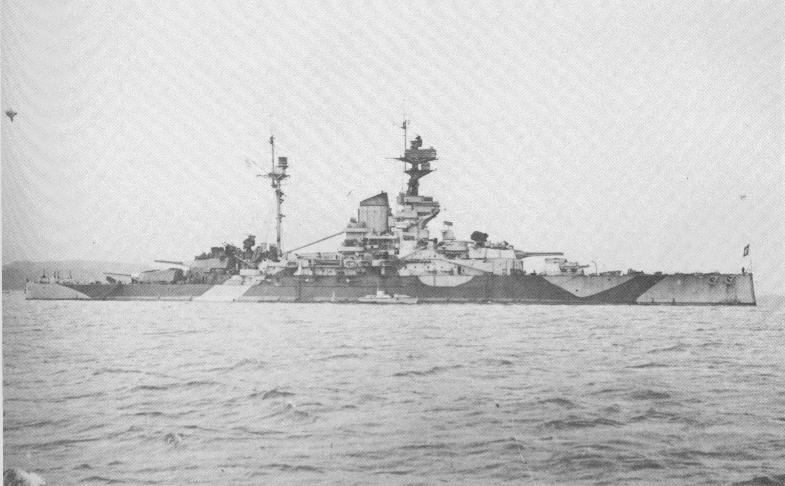
1944年当時の「アルハンゲリスク」時代の本艦。迷彩の模様は英国海軍仕様だが、塗装は濃く塗りなおされた。

1943年9月、イタリアが降伏する。第二次世界大戦開戦時、ソ連海軍が保有していた主力艦は弩級戦艦3隻であった。
イタリア降伏時点で、健在のガングート級戦艦は2隻になっていた。
ソ連はイタリア艦艇の3分の1の分配を要求したが容れられず、代わりにアメリカとイギリスから艦艇が貸与されることとなった。この際にイギリスが戦艦を、アメリカが巡洋艦等を貸与することとなり、「ロイヤル・サブリン」もそのうちの1隻となった。1944年5月30日にソ連へ引き渡されてアルハンゲリスク (Архангельск) と改名されたのち、ソ連海軍兵士が乗り込んで、スカパ・フローで訓練を実施した。訓練期間は約三ヶ月に及んだという。
この頃、ドイツ巨大戦艦ティルピッツ (Tirpitz) は度重なる空襲で損傷していたが、いまだに浮いていたので、対抗できる本艦にはそれなりの存在価値があった。
8月17日、JW59船団の護衛の一隻としてイギリスを離れた（北極海輸送船団）。6日後、船団を攻撃したドイツ潜水艦U711艦長Hans-Günther Langeは「アルハンゲリスク」と駆逐艦に魚雷を命中させたと報告したが、これは誤りであり実際は魚雷は早爆していた。
「アルハンゲリスク」は8月29日に北洋艦隊に編入された。「アルハンゲリスク」は第二次世界大戦時のソ連艦艇では最大のものであり、Gordey Levchenko提督の旗艦となり、北極海での船団護衛に従事した。ただしムルマンスク軍港で防潜網に守られた状態で停泊し、ほとんど活動しなかったとする資料もある。一方、ドイツ軍はコラに停泊する「アルハンゲリスク」に対してUボートによる攻撃を幾度か実施、9月と10月にはU315とU313が潜入を試みた。いずれも防雷網の存在のため失敗に終わり、「アルハンゲリスク」は無事だった。続いて特殊潜航艇ビーバー (Biber) による攻撃が計画されたが機械的な問題のため中止となっており、また実行されたとしてもその予定日には「アルハンゲリスク」はコラを離れていた。

第二次世界大戦終結後、ソ連は「貸与」された本艦の返還を渋った。1947年後半に白海で座礁したが、損傷の有無や程度は不明である。
1948年になると、イタリア戦艦ジュリオ・チェザーレ (Giulio Cesare) が戦利艦としてソ連へ引き渡されてノヴォロシースク (Новороссийск) となる。その後、アルハンゲリスクは1949年2月4日にようやくイギリスへ返還された。ソ連は当初「アルハンゲリスク」はイギリスまでの航海に耐えられないと主張して返還をのがれようとした。返還後、ソ連時代の劣悪な整備や衛生状態の悪さがたたり解体が決まった。1949年4月5日に売却され、スコットランド、インヴァーキージングの「ソス・W・ウォード社(Thos. W .Ward Ltd.)」の解体場に5月18日に曳航されて解体された。

### 註釈
1. ↑  ロイヤル・ソブリンとも。イギリスにとって伝統的な艦名で、先代は近代戦艦の嚆矢となったロイヤル・サブリン級戦艦のロイヤル・サブリン（英語版）（前弩級戦艦）である[3]。
2. ↑  R級戦艦の中で最初に竣工したのがリヴェンジ (HMS Revenge, 06) だった[4]。
3. ↑  戰艦“レゾルーション　Resolution”[7]　全要目{排水量29,150噸　速力23節　備砲38糎砲8門　15糎砲12門　魚雷發射管2門(水中53糎)　起工1913年11月　竣工1916年12月　建造所パルマース造船會社｝　同型艦“ローヤルゾヴリン　Royal Sovereign”　レヴエンジ　Revenge”　“ローヤルオーク Royal Oak”　ラミリーズ　Ramillies”
これ等の戰艦は何れも1913年乃至14年に起工され1916年乃至17年に竣工した所謂Ｒ級戰艦といつたもので、世界大戰に参加して輝しい偉勲を樹てゝゐる。その後約6箇年は主力艦建造に一頓挫を來し1922年久振りに“ネルソン”を起工した。華府條約時代英國はこれら戰艦の近代化に大いに心を用ひ、そればかりやつてゐたといつてもよい。全長188.98米、幅31.21米、平均吃水8.14米。兵装として上記の外に10糎高角砲4門、3ポンド砲4門、その小砲16門を有す。搭載飛行機1機、燃料は重油専燃、軸馬力40,000馬力。
4. ↑  資料や文献によってはアルハンゲルスクと表記する[10]。
5. ↑  ユトランド沖海戦に参加したR級戦艦は2隻（リヴェンジ、ロイヤルオーク）のみである[15][16]。
6. ↑  計画が実施されなかった理由には、本艦を含むリヴェンジ級戦艦船体の余裕のなさ（艦橋と煙突が近接しており、Q.E.級戦艦のような艦橋増設が困難）、各艦の保存状態の悪さが挙げられるという[18]。
7. ↑  第二次世界大戦が勃発すると、英艦船には直ちに迷彩塗装がなされたが、海軍省指定迷彩の策定は1941年にまでもつれ込んだ[19]。そのため、その間における『非公式』な迷彩塗装は各艦の艦長にその裁量が委ねられていた[19]。
8. ↑  この海戦の終盤で地中海艦隊旗艦の英戦艦ウォースパイト (HMS Warspite) と[22]、イタリア王立海軍の戦艦コンテ・ディ・カブール (Conte di Cavour) およびジュリオ・チェザーレ (Giulio Cesare) などとの砲撃戦が繰り広げられ[23]、チェザーレが中破している[24]。
9. ↑  この頃の王立海軍は人員不足が喫緊の課題となっており、既に老朽艦というべき本艦でその乗組員を遊ばせておくわけにはいかなかった[28]。
10. ↑  次世代主力艦となるはずだったソビエツキー・ソユーズ級戦艦は、独ソ戦（大祖国戦争）で全隻建造中止となった[31]。
11. ↑  バルト海に配備された十月革命号 (Октябрьская революция) は、幾度も損傷していた[33]。パリジスカヤ・コンムナ (Парижская коммуна) は黒海艦隊に配備され、黒海で行動していた[34]。
12. ↑  レニングラード包囲戦で戦艦マラート (Марат) が船体切断の大被害を受け、浮き砲台となっていた[35]。